# Circondario di Rendsburg-Eckernförde
Il circondario di Rendsburg-Eckernförde è un circondario dello Schleswig-Holstein di 276 053 abitanti, che ha come capoluogo Rendsburg.

## Geografia fisica
Il circondario di Rendsburg-Eckernförde confina a ovest con quello di Dithmarschen, a nord con quello di Schleswig-Flensburgo, a nordest con il mar Baltico, ad est con le città di Kiel e Neumünster e con il circondario di Plön, e infine a sud con i circondari di Segeberg e Steinburg.

## Città e comuni

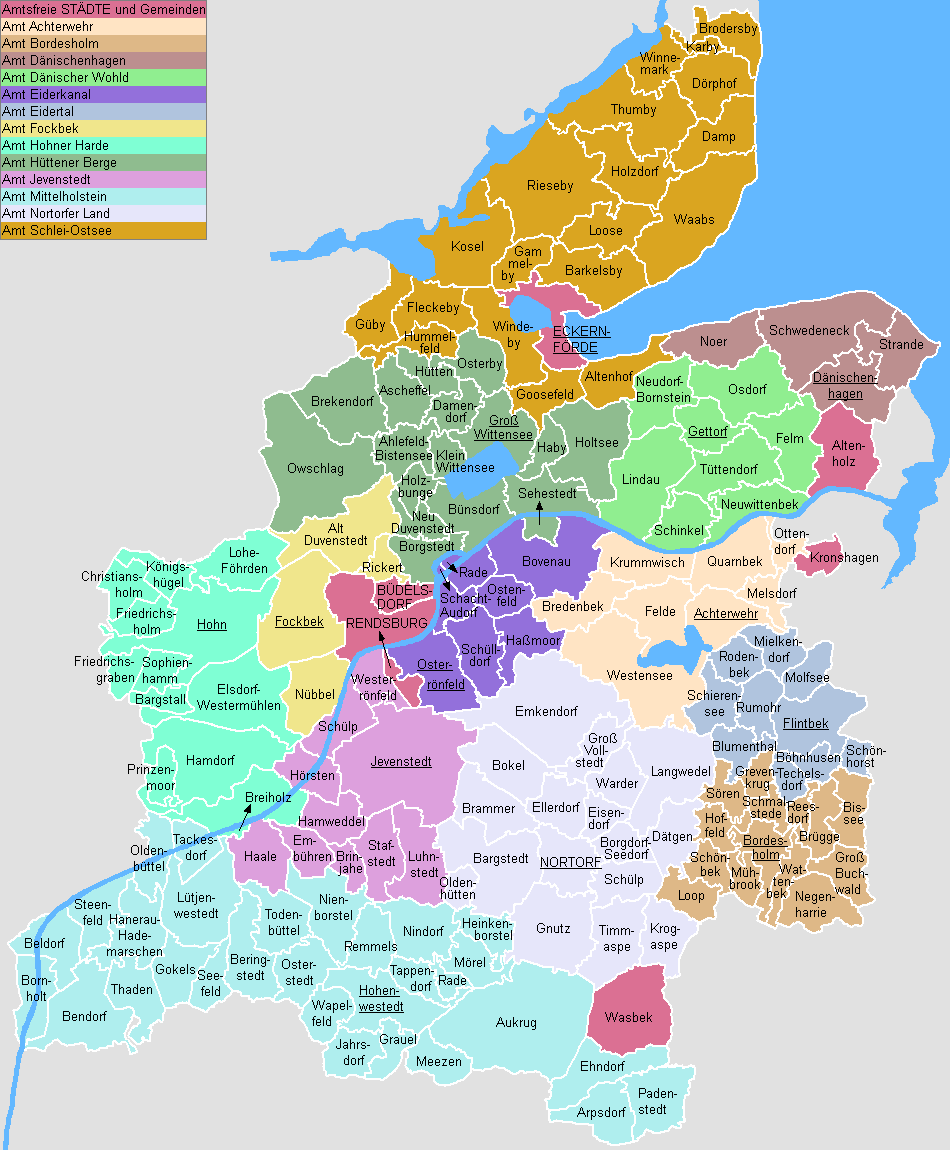

(Tra parentesi i dati della popolazione al 31 dicembre 2021)
Comuni e città non appartenenti a comunità amministrative
1. Altenholz  (10 024)
2. Büdelsdorf, città (10 456)
3. Eckernförde, città (21 573)
4. Kronshagen (11 921)
5. Rendsburg, città  (28 977)
6. Wasbek (2 395)

Comuni facenti parte degli Amt(* = capoluogo della comunità amministrativa)
- 1. Amt Achterwehr

1. Achterwehr* (1 042)
2. Bredenbek (1 544)
3. Felde (2 095)
4. Krummwisch (698)
5. Melsdorf (1 963)
6. Ottendorf (979)
7. Quarnbek (1 770)
8. Westensee (1 545)

- 2. Amt Bordesholm

1. Bissee (165)
2. Bordesholm* (7 814)
3. Brügge (1 113)
4. Grevenkrug (222)
5. Groß Buchwald (357)
6. Hoffeld (163)
7. Loop (192)
8. Mühbrook (546)
9. Negenharrie (369)
10. Reesdorf (157)
11. Schmalstede (293)
12. Schönbek (216)
13. Sören (194)
14. Wattenbek (2 898)

- 3. Amt Dänischenhagen

1. Dänischenhagen* (3 810)
2. Noer (878)
3. Schwedeneck (2 868)
4. Strande (1 511)

- 4. Amt Dänischer Wohld

1. Felm (1 169)
2. Gettorf* (7 602)
3. Lindau (1 368)
4. Neudorf-Bornstein (1 063)
5. Neuwittenbek (1 113)
6. Osdorf (2 500)
7. Schinkel (1 015)
8. Tüttendorf (1 235)

- 5. Amt Eiderkanal

1. Bovenau (1 104)
2. Haßmoor (264)
3. Ostenfeld (Rendsburg) (609)
4. Osterrönfeld* (5 104)
5. Rade b. Rendsburg (212)
6. Schacht-Audorf (4 872)
7. Schülldorf (746)

- 6. Amt Flintbek

1. Böhnhusen (298)
2. Flintbek* (7 334)
3. Schönhorst (315)
4. Techelsdorf (146)

- 7. Amt Fockbek

1. Alt Duvenstedt (1 870)
2. Fockbek* (6 573)
3. Nübbel (1 587)
4. Rickert (1 042)

- 8. Amt Hohner Harde

1. Bargstall (152)
2. Breiholz (1 391)
3. Christiansholm (226)
4. Elsdorf-Westermühlen (1 595)
5. Friedrichsgraben (49)
6. Friedrichsholm (413)
7. Hamdorf (1 370)
8. Hohn* (2 468)
9. Königshügel (177)
10. Lohe-Föhrden (442)
11. Prinzenmoor (157)
12. Sophienhamm (300)

- 9. Amt Hüttener Berge

1. Ahlefeld-Bistensee (510)
2. Ascheffel (1 026)
3. Borgstedt (1 753)
4. Brekendorf (984)
5. Bünsdorf (610)
6. Damendorf (435)
7. Groß Wittensee* (1 322)
8. Haby (552)
9. Holtsee (1 270)
10. Holzbunge (351)
11. Hütten (221)
12. Klein Wittensee (231)
13. Neu Duvenstedt (127)
14. Osterby (1 081)
15. Owschlag (3 724)
16. Sehestedt (831)

- 10. Amt Jevenstedt

1. Brinjahe (102)
2. Embühren (196)
3. Haale (505)
4. Hamweddel (459)
5. Hörsten (55)
6. Jevenstedt* (3 392)
7. Luhnstedt (385)
8. Schülp b. Rendsburg (1 088)
9. Stafstedt (364)
10. Westerrönfeld (4 973)

- 11. Amt Mittelholstein

1. Arpsdorf (291)
2. Aukrug (3 911)
3. Beldorf (287)
4. Bendorf (428)
5. Beringstedt (732)
6. Bornholt (181)
7. Ehndorf (608)
8. Gokels (569)
9. Grauel (272)
10. Hanerau-Hademarschen (3 034)
11. Heinkenborstel (133)
12. Hohenwestedt* (5 393)
13. Jahrsdorf (226)
14. Lütjenwestedt (544)
15. Meezen (358)
16. Mörel (238)
17. Nienborstel (596)
18. Nindorf (638)
19. Oldenbüttel (262)
20. Osterstedt (674)
21. Padenstedt (1 806)
22. Rade bei Hohenwestedt (99)
23. Remmels (443)
24. Seefeld (344)
25. Steenfeld (338)
26. Tackesdorf (65)
27. Tappendorf (330)
28. Thaden (233)
29. Todenbüttel (1 027)
30. Wapelfeld (305)

- 12. Amt Molfsee

1. Blumenthal (671)
2. Mielkendorf (1 390)
3. Molfsee* (5 094)
4. Rodenbek (475)
5. Rumohr (866)
6. Schierensee (354)

- 13. Amt Nortorfer Land

1. Bargstedt (732)
2. Bokel (600)
3. Borgdorf-Seedorf (471)
4. Brammer (345)
5. Dätgen (573)
6. Eisendorf (282)
7. Ellerdorf (464)
8. Emkendorf (1 356)
9. Gnutz (1 196)
10. Groß Vollstedt (965)
11. Krogaspe (434)
12. Langwedel (1 569)
13. Nortorf*, città (6 913)
14. Oldenhütten (160)
15. Schülp bei Nortorf (772)
16. Timmaspe (1 058)
17. Warder (698)

- 14. Amt Schlei-Ostsee
[capoluogo: Eckernförde]

1. Altenhof (317)
2. Barkelsby (1 572)
3. Brodersby (672)
4. Damp (1 513)
5. Dörphof (744)
6. Fleckeby (2 144)
7. Gammelby (515)
8. Goosefeld (723)
9. Güby (748)
10. Holzdorf (858)
11. Hummelfeld (283)
12. Karby (573)
13. Kosel (1 388)
14. Loose (848)
15. Rieseby (2 822)
16. Thumby (386)
17. Waabs (1 431)
18. Windeby (1 003)
19. Winnemark (534)